# Henri Lagrange
Pour les articles homonymes, voir Lagrange.
 (janvier 2020).
Si vous disposez d'ouvrages ou d'articles de référence ou si vous connaissez des sites web de qualité traitant du thème abordé ici, merci de compléter l'article en donnant les références utiles à sa vérifiabilité et en les liant à la section « Notes et références ».
Henri Lagrange, né le 21 novembre 1893 à Paris et mort le 30 octobre 1915 à Montereau-Fault-Yonne, est un journaliste et militant monarchiste français.

## Biographie
Henri Eugène Georges Lagrange est né à Paris le 21 novembre 1893. Il publie son premier article dès 1910, à l’âge de seize ans, dans la Revue critique des idées et des livres, ce qui lui vaut d’être remarqué simultanément par Maurice Barrès et par Romain Rolland. Ce Camelot du roi s’est surtout rendu célèbre pour avoir, selon les sources, insulté le président Armand Fallières, ou crié « À bas la République ! » à son passage le 23 juin 1911, lors des festivités qui se déroulèrent à Rouen pour célébrer le millénaire du rattachement de la Normandie à la France,,. Cela lui a valu six mois de prison, qu’il effectue au régime de droit commun, malgré les efforts déployés en sa faveur par plus de cent cinquante écrivains et artistes (dont Guillaume Apollinaire, Frédéric Mistral, Francis Carco, Paul Fort, Pierre Loti, Francis Jammes, Émile Faguet, Paul Bourget, etc.). Il est finalement libéré au bout de 139 jours de prison le 8 novembre 1911.
Ce geste lui valut une grande popularité auprès des Étudiants d’Action française, dont il devient  le secrétaire général en 1913. Il n’en est pas moins exclu de l’Action française avec son camarade Raymond Tournay pour « activisme » le 5 juin 1914, : on lui reproche d’avoir voulu organiser un coup de force contre la République.
Se liant d'amitié avec Georges Valois, il travaille à un rapprochement entre les nationalistes monarchistes et les syndicalistes révolutionnaires en se fondant sur l'héritage politique de Georges Sorel et en participant à la création du Cercle Proudhon.
En août 1914, il se porte volontaire et déclare : « C'est aux intellectuels qu'il appartient de donner l'exemple ». Adjudant au 103e régiment d'infanterie, il est grièvement atteint le 6 octobre 1915 lors de l’attaque d’Auberive et meurt le 30 octobre des suites de sa blessure à l'hôpital de Montereau.

## Hommages
Charles Maurras, avec qui il avait sans succès tenté de se réconcilier lors de sa mobilisation, lui décerne le titre de « prince de la jeunesse » dans la préface qu’il rédige pour un recueil de ses textes, Vingt ans en 1914. Études politiques et littéraires, portraits et polémiques, lettres de guerre, édité en 1920 par la Nouvelle Librairie nationale (p. VII-XV). En 1917, l'écrivain Maurice Barrès consacre lui-même plusieurs pages de ses Familles spirituelles de la France à cet « oiseau des tempêtes », à cette « pierre du torrent, pleine d’étincelles ». En 1924, Georges Valois cite Henri Lagrange parmi les dédicataires de son essai sur La Révolution nationale. Et Georges Bernanos fait dire à l’un des personnages de son roman Sous le soleil de Satan (1926) : « La nouvelle génération fut manifestement marquée du signe de son sacrifice. J’ai vu tout frémissant d’une impatience sacrée le jeune Lagrange pareil à un pressentiment vivant… »

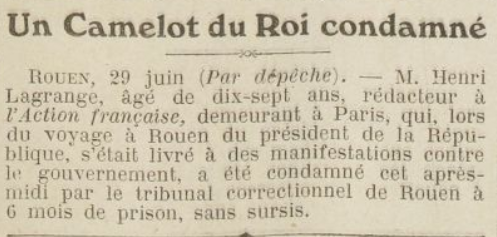
Henri Lagrange condamné le 29 juin 1911 à six mois de prison.
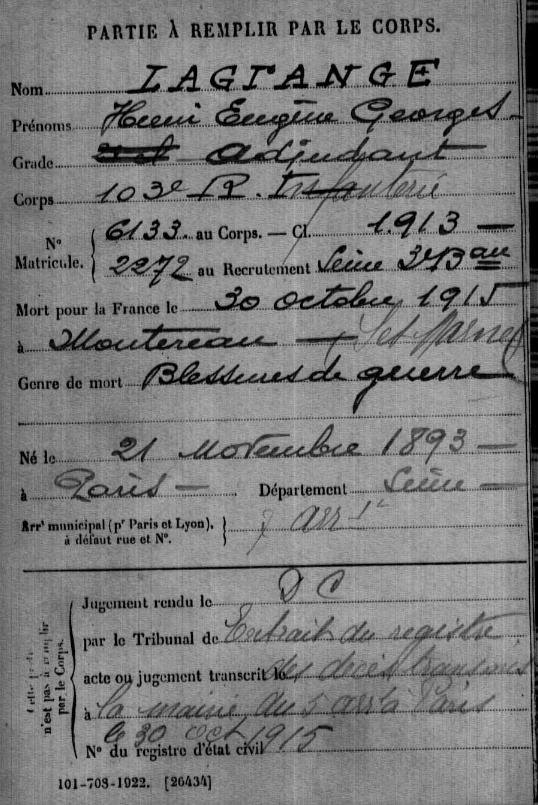
Henri Lagrange, mort pour la France, le 30 octobre 1915.
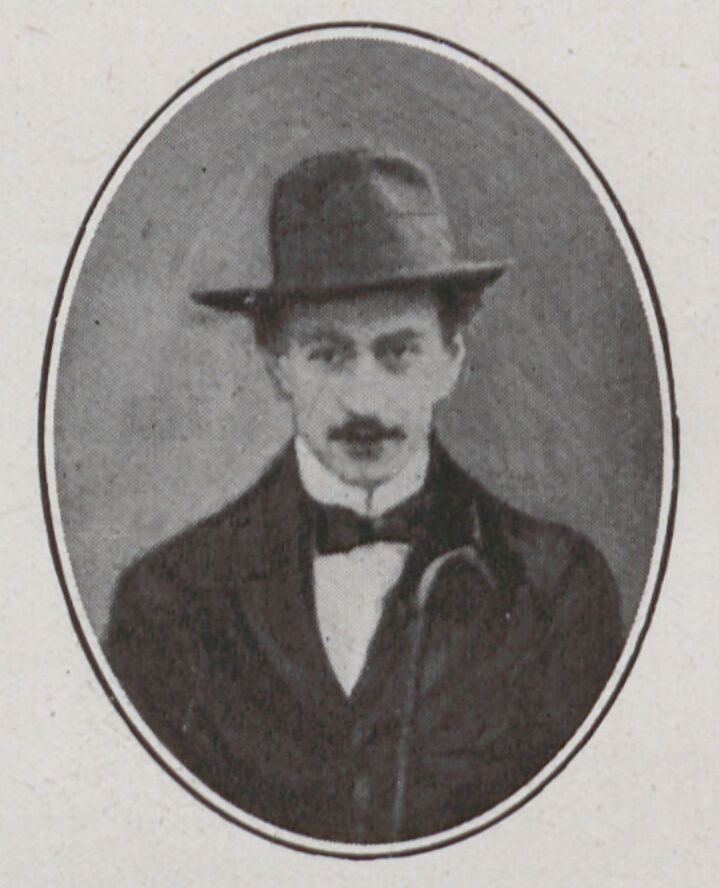
Médaillon d'Henri Lagrange dans L'Almanach de l'Action française de 1919.

## Postérité
Une page Youtube intitulée Cercle Henri Lagrange existe depuis le 21 mai 2014.
Souvent confondu avec Lucien Lacour, qui gifla le président du conseil Aristide Briand, Henri Lagrange n'infligea pas une gifle au président de la République Henri Fallières contrairement à ce qui est rapporté dans les biographies de Philippe Dufay et François Angelier sur Georges Bernanos.

## Publications
- Gérard de Nerval, Paris, Éditions de la Revue critique, 1911.
- « Introduction » à Pierre-Joseph Proudhon, Les femmelins. Les grandes figures romantiques : J. J. Rousseau, Béranger, Lamartine, Mme Roland, Mme de Stael, Mme Necker de Saussure, George Sandavec, Paris, Nouvelle Librairie nationale, 1912.
- Vingt ans en 1914. Études politiques et littéraires, portraits et polémiques, lettres de guerre, préface de Charles Maurras, Paris, Nouvelle librairie nationale, 1920.